# رجل الطير المضغوط
رجل الطير المضغوط أو ظفر النسر (الاسم العلمي:Ornithopus compressus) هو نوع من النباتات يتبع جنس رجل الطير من الفصيلة البقولية.